# Manoproteína

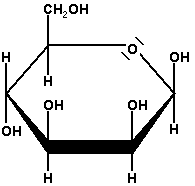
manoproteínas compuesto químico

Las manoproteínas son proteínas glicosiladas con restos de manosa, que forman parte de la capa externa de la pared celular de las levaduras enológicas, y en especial de Saccharomyces cerevisiae. Su principal función en la pared celular, es estructural. La proporción de proteínas y cadenas de manosa, es aproximadamente: 5-20 % de proteínas; 80-95 % de cadenas de manosa. Su masa molecular varía entre 100 000 y 2 000 000 Dalton. Se puede extraer de forma natural mediante una crianza sobre lías, o mediante una extracción enzimática.

## Efectos sobre el vino
Mejora la estabilización tartárica inhibiendo la formación de cristales en el vino, y proporciona estabilidad proteica. Además algunos autores, indican que pueden tener efectos favorables en las características organolépticas, así como en el color o aromas, debido a la unión de manoproteínas con polifenoles y compuestos volátiles, formando estructuras más estables.